# Storia postale della Cina

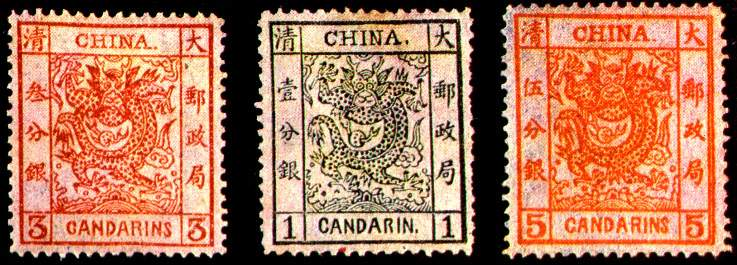
I "grandi draghi", i primi francobolli emessi, nel 1878, dall'ufficio postale cinese

La complicata storia postale cinese è strettamente legata ai vari avvenimenti storici che hanno visto il graduale declino della Cina imperiale, gli anni della guerra civile e il periodo dell'occupazione giapponese tra gli anni trenta e gli anni quaranta.

## Storia antica

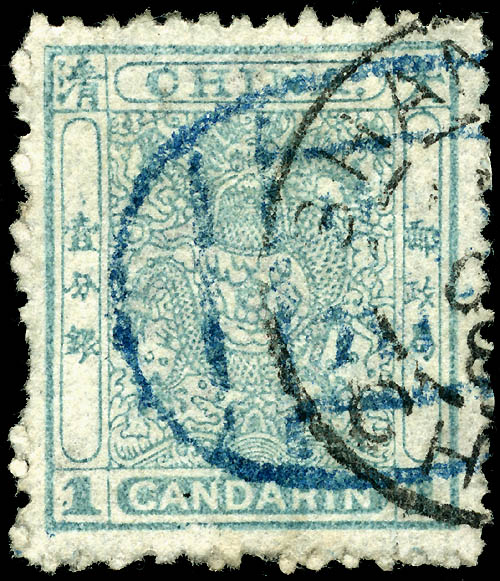
Questo francobollo del 1885 è stato annullato con un timbro non identificabile dell'ufficio postale francese a Shanghai.

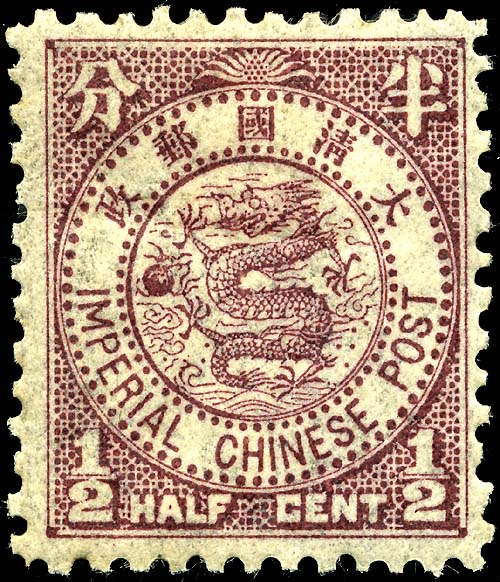
Un francobollo di mezzo centesimo emesso nel 1897, litografato in Giappone; la dicitura posta sopra al drago recita:,, "posta del Grande Impero Qin".

Già nel I millennio a.C. in Cina esisteva un servizio postale regolare controllato dal governo della dinastia Zhou. Nel XII secolo, durante la dinastia Yuan, sotto il regno di Kublai Khan, la Cina fu inserita nel sistema Örtöö mongolo. Marco Polo riferì che c'erano 10.000 stazioni postali all'epoca. Inoltre, sempre in quel periodo esisteva un sistema di corrieri privati. Più tardi, nel 1727, grazie al trattato di Kjachta con la Russia, ebbe inizio il primo scambio regolare di posta.

## Dinastia Qing
La prima guerra dell'oppio segnò il termine della politica di isolazionismo cinese e portò alla conseguente apertura dei cosiddetti treaty ports, città portuali nelle quali diverse nazioni europee basarono i loro uffici postali dal 1844 in poi. Il sistema postale occidentale iniziò ad espandersi, occupando decine di città sulla costa, sulle rive del Fiume Azzurro e nel sud del paese. Nel 1865 Shanghai organizzò il proprio sistema postale. Nello stesso anno l'inglese Robert Hart tentò di collegare i diversi treaty pots, portando così all'emissione dei primi francobolli cinesi nel 1 maggio 1878, denominati "grandi draghi" (in cinese: 大龍郵票T, dàlóng yóupiàoP). Su questi francobolli la parola "Cina" era scritta sia in inglese ("China"), che in cinese (中國T, zhōngguóP).
Inizialmente la posta internazionale veniva smistata solamente a Shanghai. Dopodiché vennero aperti altri uffici postali simili: nel 1882 ce n'erano dodici in tutto. Dal 1 gennaio 1897, il servizi doganali introdotti da Robert Hart divennero ufficialmente il Sistema Postale Imperiale. Tale evento segnò la fine del sistema postale locale a Shanghai e dei corrieri privati introdotti secoli prima. Il nuovo sistema postale scelse di utilizzare i cent e i dollari come unità di valuta.
Nella prima metà del 1897 questo nuovo sistema postale non introdusse alcun francobollo: esso si limitò a soprastampare quelli già esistenti con i nuovi valori. Tale pratica veniva impiegata anche nell'aggiornamento delle marche da bollo.
I primi francobolli nuovi, con la dicitura "Imperial Chinese Post" (Posta imperiale cinese), vennero introdotti sul mercato nel 16 agosto 1897. I dodici tagli, che andavano dal mezzo centesimo ai cinque dollari, erano stati litografati in Giappone. I valori più bassi erano contrassegnati dall'immagine di un drago; i bolli di valore medio riportavano il disegno di una carpa, e quelli più costosi, invece, avevano un'oca selvatica. La carta utilizzata per questi francobolli era connotata da una filigrana a forma dello yin e dello yang.
Nel 1898 tali francobolli vennero sostituiti da delle versioni simili incise a Londra e stampate con la dicitura "Imperial Chinese Post" su fogli con filigrane di vario spessore prodotte in Cina. Sulla carta più spessa la filigrana potrebbe essere difficile da trovare. A partire dal 1899 i francobolli iniziarono ad essere stampati su carta senza filigrana, anche se il primo uso attestato di tali bolli risale al 1901. Essi vennero utilizzati fino alla fine dell'impero cinese. In questo lasso di tempo vennero cambiati alcuni colori per renderli conformi al regolamento dell'Unione postale universale e vennero aggiunti altri tre tagli.

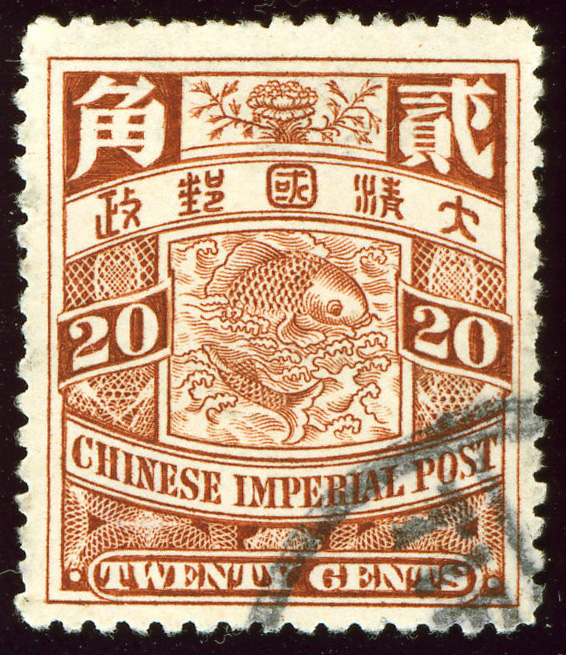
Taglio da 20 centesimi emesso nel 1920
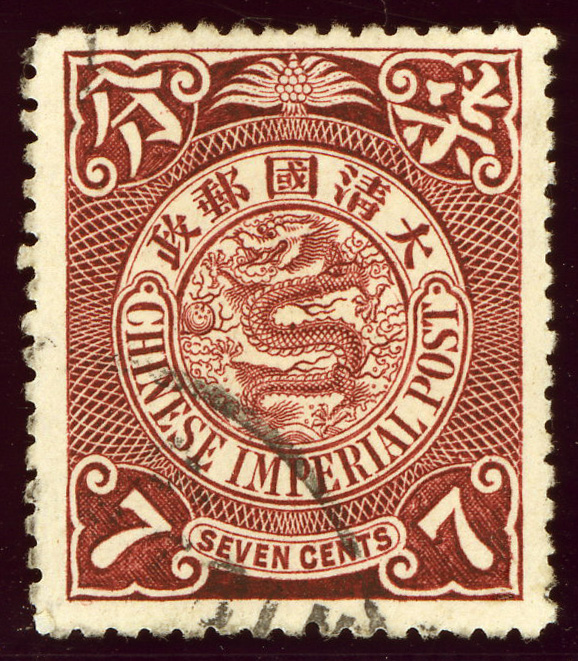
Taglio da 7 centesimi emesso nel 1908
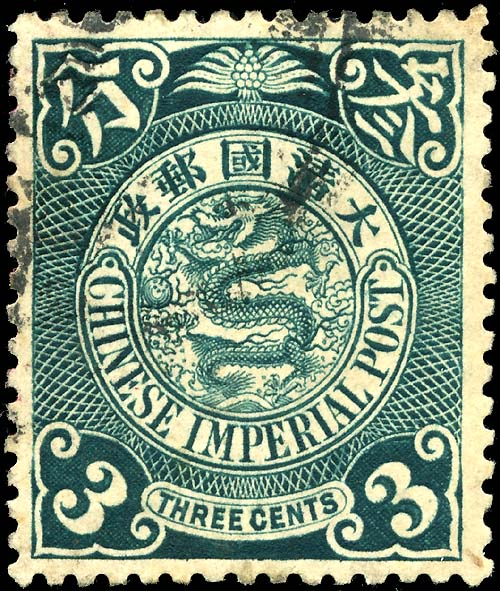
Taglio da 3 centesimi emesso nel 1910, uno degli ultimi francobolli della Cina imperiale
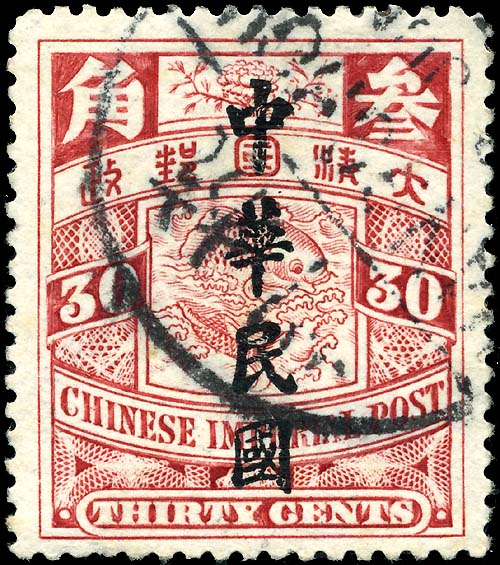
Taglio da 30 centesimi soprastampato in epoca rivoluzionaria. Sul timbro potrebbe esserci scritto "Hangchow".
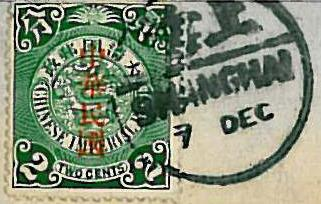
Taglio da 2 centesimi soprastampato in epoca rivoluzionaria e timbrato a Shanghai

I primi francobolli commemorativi vennero introdotti nell'impero cinese nel 1909, in occasione del primo anniversario del regno dell'imperatore Xuantong. Questa serie di tre francobolli da 2, 3 e 7 centesimi raffigurava il Tempio del Cielo a Pechino.

## Repubblica di Cina

### Governo Beiyang
Con la rivoluzione del 1911 molti francobolli imperiali vennero soprastampati con la dicitura "Repubblica di Cina" (dall'alto verso il basso: 中華民國T, zhōnghuámínguóP). Tale operazione veniva eseguita dalla Waterlow & Sons a Londra, negli uffici postali di Shanghai, Fuzhou e Nanchino e in quelli delle città minori, dove venivano utilizzati timbri non ufficiali con gli stessi caratteri.
I primi francobolli del nuovo governo vennero emessi il 14 dicembre 1912: le due serie con dodici tagli ciascuna raffiguravano i volti di Sun Yat-sen e Yuan Shikai.
Il 5 maggio 1913 venne introdotta sul mercato la serie delle giunche, che continuò ad essere utilizzata fino agli anni trenta. Sui tagli più piccoli era riprodotta una giunca (da qui il nome della serie); su quelli dai 15 ai 50 centesimi vi era un contadino che miete il riso. I bolli in dollari, invece, erano caratterizzati dal portale dell'Accademia imperiale di Pechino. I primi francobolli di questa serie erano stati stampati a Londra; nel 1915 la loro produzione venne spostata a Pechino. Nel tempo la serie delle giunche subì delle lievi modifiche: per esempio, a partire dal 1923 il colore dell'acqua divenne più scuro.
Negli anni venti vennero introdotte cinque serie commemorative, ciascuna con quattro francobolli. La prima, del 10 ottobre 1920, aveva l'obiettivo di celebrare il venticinquesimo anniversario dell'ufficio postale cinese; i suoi francobolli mostravano un'immagine del presidente Xu Shichang affiancato dal primo ministro Jing Yongbeng e dal Ministro delle comunicazioni Ye Gongzuo. La nuova costituzione venne celebrata con i francobolli del 17 ottobre 1923, che presentavano un'immagine del Tempio del Cielo di Pechino. Il 1 marzo 1928, per commemorare il maresciallo dell'esercito e della marina Zhang Zuolin, venne introdotta una serie di francobolli con il suo ritratto.

### Governo nazionalista
Il 18 aprile 1929 fa la sua prima comparsa Chiang Kai-shek, in un francobollo atto a celebrare l'unificazione della Cina. Il 30 maggio 1929, due giorni prima dell'evento, vennero emessi quattro francobolli con l'immagine del mausoleo di Sun Yat-sen per commemorare i suoi funerali di Stato. I nuovi francobolli ordinari definitivi introdotti nel 1931 mostravano la figura di Sun Yat-sen. Questi bolli, insieme alla serie dei martiri introdotta nel 1932 per onorare sei martiri del Kuomintang, vennero soprastampati diverse volte negli anni successivi.

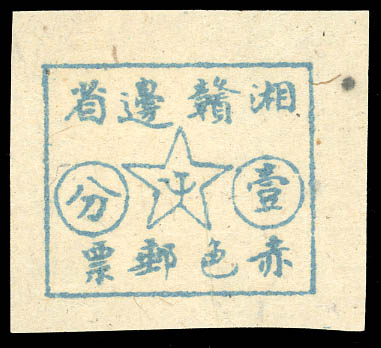
Francobollo emesso nel 1931 dalle autorità comuniste nella zona montuosa tra lo Hunan e il Jiangxi

Nel 1931 i giapponesi invasero la Manciuria e crearono lo stato fantoccio Manciukuò, il quale mise in circolazione i propri francobolli. Dal 1930, invece, le autorità comuniste iniziarono a emettere nuovi bolli nei territori sotto il loro controllo, che spesso erano luoghi remoti in montagna sul confine tra due province. Infatti i cosiddetti "francobolli rossi" erano stati introdotti nelle zone montuose del Jiangxi, tra lo Hunan e lo Hubei, e nell'area occidentale del Fujian a ridosso del Jiangxi.
La fine del secondo conflitto sino-giapponese fu un periodo di tregua per il governo nazionalista che, tuttavia, dovette far fronte alle forze comuniste. Anche in questo periodo vennero emessi francobolli commemorativi per ricordare il presidente Lin Sen, morto nel 1943, e per celebrare la figura di Chiang e la vittoria degli alleati.
Il bisogno di francobolli dal valore più alto, causato dall'inflazione, degenerò nel 1946: i valori di una grande quantità di francobolli, alcuni persino del 1931, vennero cambiati, raggiungendo talvolta un sovrapprezzo di 2.000 $. Fu introdotto un nuovo design, con il volto di Sun Yat-sen, di ben 5.000 $. L'inflazione persistette nell'anno successivo, nel quale venne emesso un taglio da 50.000 $, sempre con Sun Yat-sen, questa volta con un fiore di pruno. Nel 1948 venne raggiunto il valore massimo con una ristampa da 5.000.000 $. Il 1 maggio 1949 il governo cercò di rimediare al problema dell'inflazione introducendo un taglio che non recava appresso alcun prezzo, affinché si potesse sempre adattare all'instabile valore dello yuan. Insieme alla riemissione del taglio di Sun Yat-sen, si cercò di introdurre dei nuovi bolli in yuan d'argento.
La situazione politica sempre più instabile segnò la fine dell'emissione dei francobolli da parte del governo nazionalista sul territorio della Cina continentale. Gli ultimi due francobolli facevano parte di una serie incompleta di tagli espressi in yuan d'argento.

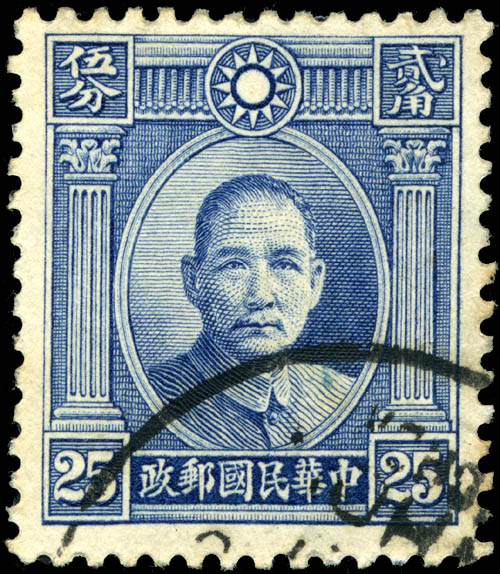
Francobollo da 25 centesimi emesso nel 1931 con il ritratto di Sun Yat-sen
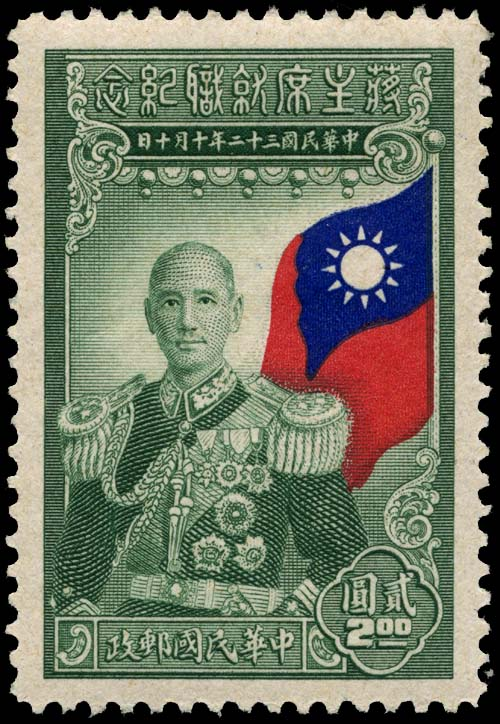
Francobollo commemorativo dell'ottobre del 1945 connotato da diversi simboli nazionalisti
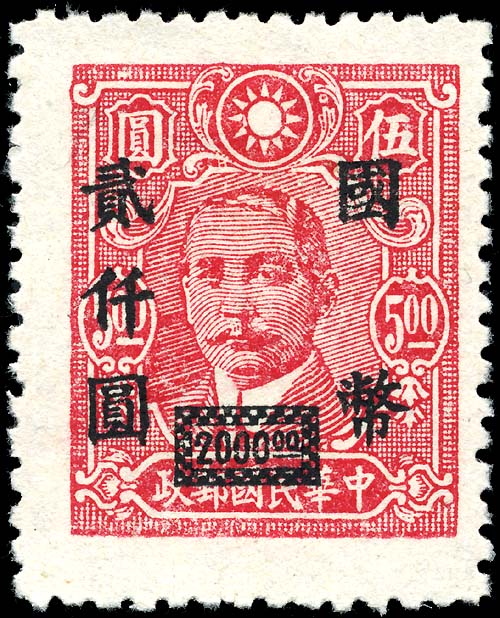
Durante il periodo di grave inflazione molti francobolli vennero soprastampati: questo francobollo del 1946 ha un valore di 2.000 $.
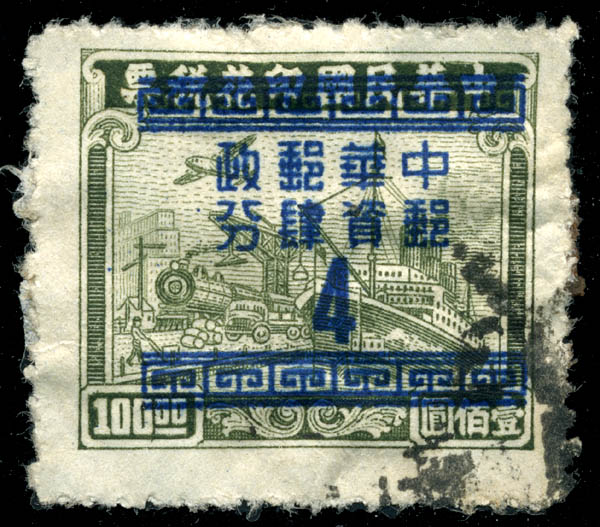
Questa marca da bollo soprastampata con un valore in yuan d'argento fu utilizzata solo per pochi mesi nel 1949.

## Manciukuò

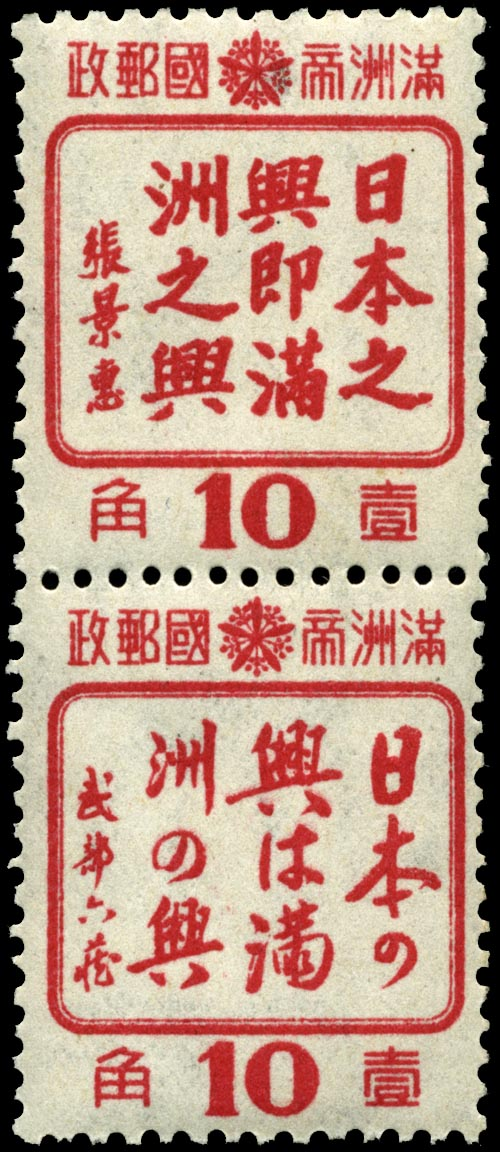
Due francobolli di una serie dedicata all'amicizia tra il Manciukuò e il Giappone. L'iscrizione, in entrambe le lingue, recita: "La prosperità del Giappone è la prosperità del Manciukuò" (in cinese:, ; in giapponese: (日本の興は満洲の興, nihon no kyō wa manshū no kyō).

Nel 1932 il Giappone creò uno stato fantoccio nella parte nord-orientale della Cina: il Manciukuò. Durante la breve esistenza di questo Paese ci furono delle vere e proprie chimere culturali, anche nell'ambito dei francobolli che, pur essendo influenzati dalla cultura giapponese, conservano le loro caratteristiche cinesi. Nel 1944 venne stampata una serie di francobolli dedicati all'amicizia tra il Manciukuò e il Giappone scritta sia in giapponese che in cinese.

## Repubblica Popolare Cinese

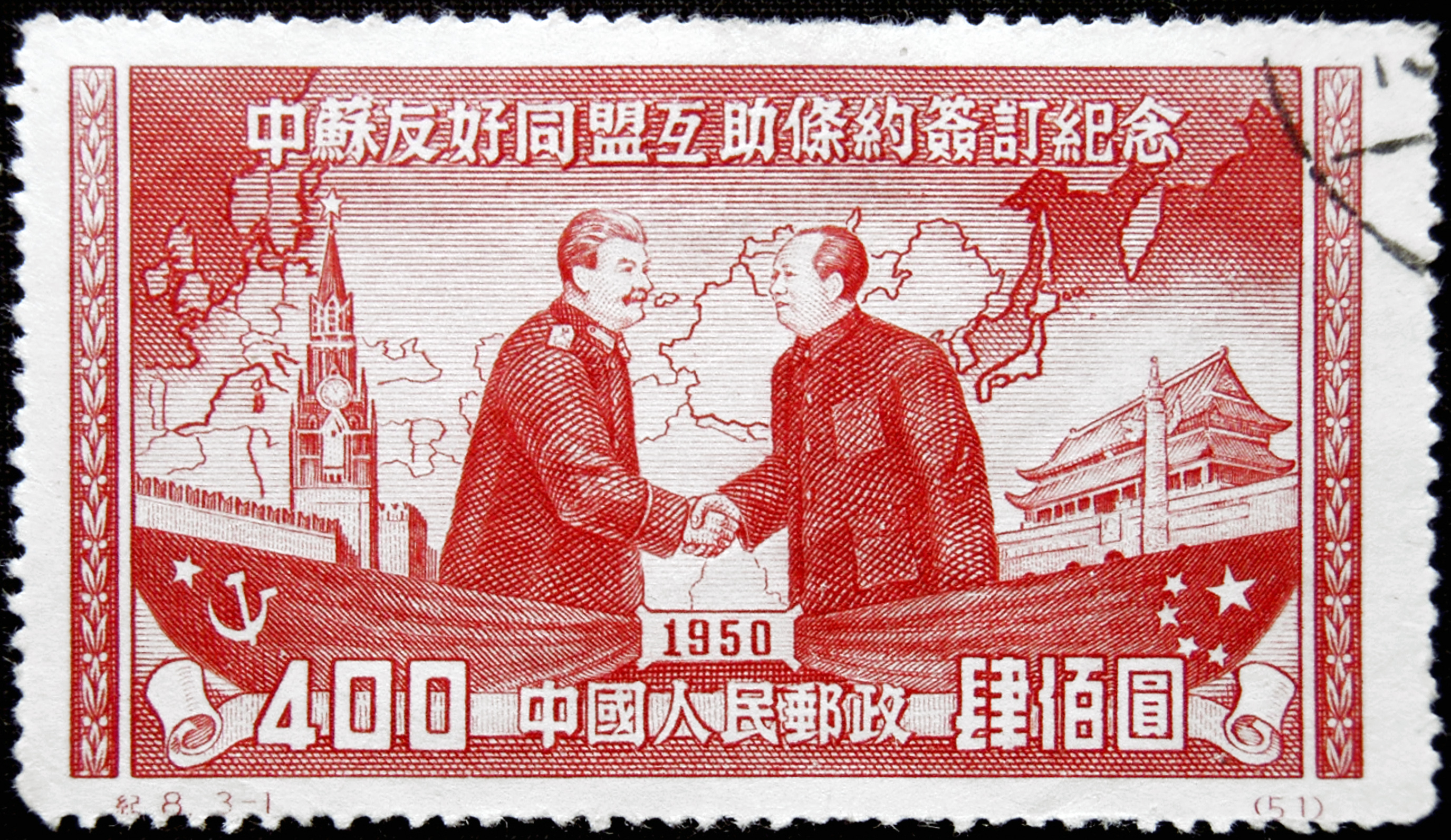
Francobollo cinese del 1950 con Mao Zedong e Iosif Stalin.

Nel 1949 il sistema postale di Pechino venne esteso a tutta la Cina, rimpiazzando i servizi postali che operavano già da anni nei territori sotto il dominio delle autorità comuniste. Lo sviluppo del nuovo sistema era però molto lento: nel 1949 c'era solamente un ufficio postale ogni 370 chilometri quadrati. Molte zone utilizzavano ancora i propri francobolli, finché il 30 giugno 1950 non venne imposto loro il divieto di stampare e vendere tagli regionali, che però vennero utilizzati nell'area nord-orientale della Cina (Dairen e Port Arthur) fino alla fine del 1950, per via della valuta differente.

### Francobolli
I primi bolli della Repubblica Popolare Cinese vennero emessi l'8 ottobre 1949, Essi consistevano in una serie i quattro francobolli raffiguranti la Porta della pace celeste di Pechino atti a celebrare la prima seduta della conferenza politica consultiva del popolo cinese. Tale serie introdusse anche l'innovativa pratica di numerare il tipo di francobollo nello spazio in basso a sinistra. Per esempio, l'emissione della colomba della pace di 800 $ del 1950 è contrassegnata dalla sigla "5.3-2", che indica che il francobollo in questione è il secondo di una serie di tre, e che la serie è la quinta emissione in totale. Tale sistema di numerazione venne seguito solamente per i francobolli speciali e per quelli commemorativi; i bolli ordinari definitivi non erano contraddistinti da alcun numero.
La prima serie ordinaria definitiva, caratterizzata dall'immagine della Porta della pace celeste davanti a uno sfondo di nuvole, venne introdotta nel febbraio del 1950. I nove valori spaziavano dai 200 $ ai 10.000 $. Il design di tali francobolli venne modificato diverse volte nell'anno successivo, e successivamente anche nel 1954. Per questo motivo i filatelisti, riferendosi a piccoli dettagli come la posizione delle nuvole, hanno classificato questi bolli in sei sottoserie.
In questo periodo vennero riutilizzati sia i francobolli del governo precedente che quelli delle province nord-orientali, con i dovuti sovrapprezzi. Nel frattempo, continuavano ad essere stampate serie che commemoravano conferenze e altri eventi della giovane repubblica. Nel giugno del 1952 venne pubblicata una serie di quaranta francobolli su dieci esercizi fisici, che erano divisi in quattro passaggi ciascuno: ogni passaggio aveva il proprio francobollo.

### Grande rivoluzione culturale

"La grande vittoria della rivoluzione culturale": francobollo mai emesso che mostra Mao Zedong e Lin Biao acclamati da una grande folla.

Durante la rivoluzione culturale, per motivi politici, vennero ritirati molti francobolli. Diverse serie non furono mai messe sul mercato; tuttavia, degli uffici postali locali riuscirono a venderne alcune in maniera non ufficiale prima della data della loro emissione. Tali serie sono particolarmente rinomate per la loro rarità: per esempio, un francobollo mai emesso atto a celebrare il quarantesimo anniversario dello stabilimento della base rivoluzionaria di Jinggangshan, conosciuto come "Grande cielo blu" (大蓝天S, dàlántiānP), mostrava le figure di Mao Zedong e di Lin Biao che guardavano la piazza Tian'anmen dall'alto. Dopo il tradimento di quest'ultimo tutte le copie del francobollo vennero eliminate: i pochi tagli sopravvissuti a tale processo di distruzione sono pezzi estremamente rari e ambiti dalla comunità filatelica.
Tra il 1967 e il 1971, durante l'epoca della rivoluzione culturale, vennero emesse diciannove serie, con un totale di ottanta francobolli. Queste emissioni a chiaro sfondo politico, curate dal servizio postale cinese, presentavano un design particolare che attirò molti filatelisti.

### Servizio postale
Il servizio postale venne stabilito rapidamente tra gli anni cinquanta e sessanta: infatti, nel 1952 la capitale Pechino era già stata collegata alle grandi città cinesi. Uno degli obiettivi del primo piano quinquennale era quello di migliorare il sistema postale, perciò esso venne esteso anche alle zone rurali e alle divisioni amministrative più isolate, le quali iniziarono ad essere regolarmente raggiunte da lavoratori postali di campagna legati alle società cooperative agricole. Tale sistema venne esteso a tutto il paese nel 1956 e nel 1959 il sistema postale riuscì a raggiungere tutte le aree della Cina.
Tale servizio era nelle mani del Ministero delle poste e delle telecomunicazioni (oggi noto come Ministero dell'industria e dell'informazione), creato nel 1949 e reintrodotto nel 1973 in seguito a un periodo di due anni in cui le poste e le telecomunicazioni vennero separate, insieme al declassamento del ministero a un livello subministeriale.
Nel 1984 in Cina vi erano 53.000 uffici delle poste e telecomunicazioni e 5.000.000 km di tratte postali, tra cui 240.000 km di rotte ferroviarie, 624.000 km di autostrada e 230.000 km di posta aerea. Iniziarono ad essere spediti grandi quantitativi di lettere, giornali e riviste. (Nel 1985 il numero totale di posta consegnata era di 4,7 miliardi di lettere e 25 miliardi di giornali.) Nel 1987 il governo introdusse la pratica di aggiungere un codice postale di sei cifre nell'indirizzo del destinatario.
La Cina rimase esclusa per molti anni dall'Unione postale universale, perciò, pur riportando il valore dei francobolli in numeri arabi, non sentì il bisogno di aggiungere il nome del paese in caratteri latini come richiesto dalle regole dell'UPU. La dicitura "China" iniziò ad essere integrata sulle affrancature a partire dal 1992. I francobolli cinesi si distinguono da quelli di qualsiasi altro paese per via del numero seriale presente nell'angolo in basso a sinistra.